# Daniel Orac
Daniel Orac (n. 6 aprilie 1985, Galați, România) este un fotbalist român retras din activitate care a jucat pe postul de mijlocaș.
Este nepotul fostului fotbalist român Costel Orac, ce s-a făcut cunoscut în tricoul echipei Dinamo București, și care după retragerea din cariera de fotbalist, a devenit antrenor.

## Carieră
A debutat pentru Steaua București în Liga I pe 7 decembrie 2002 într-un meci câștigat împotriva echipei Oțelul Galați.